# Апирексия
Апирекси́я (apyrexia; А- + греч.: pyrexis — лихорадка) — отсутствие повышенной температуры тела при лихорадочном заболевании; длительность периода А. Имеет дифференциально-диагностическое значение при некоторых заболеваниях (например, при малярии, возвратном тифе).
Обычно термин используется, чтобы указать на отсутствие лихорадки в том случае, когда она должна присутствовать, или указать на отсутствие повышенной температуры во время лихорадки.

## Наблюдение
При малярии часто чередуется лихорадка и гипотермия. Между этими периодами обычно наблюдается апирексия.
При рецидивурующей лихорадке, вызванной спирохетами Borrelia duttoni, передаваемыми от животных к человеку различными клещами рода Ornithodoros, первый лихорадочный период представляет собой многочисленные рецидивы, иногда более десяти, представляющие апирексию различной продолжительности от одного дня до трёх недель.